# 11-es busz (Veszprém)
A veszprémi 11-es jelzésű autóbusz Veszprém vasútállomás és a Vámosi úti forduló között közlekedik. A vasútállomás és a Haszkovó lakótelep, a Cholnoky lakótelep és az Egry lakótelep között teremt összeköttetést. Forgalmas vonalnak mondható, hiszen a Cholnoky lakótelepről csak ezzel a buszjárattal lehet eljutni az Egry lakótelephez és a vasútállomáshoz.

## Útvonala
| Vámosi úti forduló felé | Veszprém vasútállomás felé |
| --- | --- |
| Veszprém vasútállomás vá. – Jutasi út – Haszkovó utca – Kálvin János park – Haszkovó utca – Hold utca – Cholnoky Jenő utca – Vilonyai utca – Lóczy Lajos utca – Cholnoky Jenő utca – Cserepes utca – Stadion utca – Dugovics Titusz utca – Paál László utca – Egry József utca – Kemecse utca – Stadion utca – József Attila utca – Vámosi úti forduló vá. | Vámosi úti forduló vá. – József Attila utca – Stadion utca – Kemecse utca – Egry József utca – Paál László utca – Dugovics Titusz utca – Stadion utca – Cserepes utca – Cholnoky Jenő utca – Lóczy Lajos utca – Vilonyai utca – Cholnoky Jenő utca – Hold utca – Haszkovó utca – Kálvin János park – Haszkovó utca – Jutasi út – Veszprém vasútállomás vá. |

## Megállóhelyei
| 0  | Veszprém vasútállomás végállomás | 21 | 1, 2, 4, 4A, 5, 10, 21 Helyközi buszok Veszprém |
| 2  | Aulich Lajos utca                | 20 | 1, 2, 4, 4A, 10, 18, 18A, 21 Helyközi buszok    |
| 3  | Laktanya                         | 18 | 1, 2, 3, 4, 4A, 6, 7A, 8, 8A, 10, 18, 18A, 21   |
| 4  | Haszkovó utca                    | 17 | 3, 4, 4A, 7A, 8, 8A, 21                         |
| 6  | Őrház utca                       | 16 | 3, 8, 8A, 13, 21                                |
| 6  | Fecske utca                      | 15 | 8, 8A, 13, 21                                   |
| 7  | Budapest út                      | 13 | 5, 6, 8, 8A                                     |
| 8  | Vilonyai utca                    | 12 | 5, 8, 8A                                        |
| 9  | Csillag utca                     | 11 | 5                                               |
| 11 | Lóczy Lajos utca                 | 10 | 5, 7A, 8, 8A                                    |
| 12 | Hérics utca                      | 9  | 5, 7A, 8, 8A                                    |
| 13 | Cholnoky forduló                 | 8  | 5, 7A, 8, 8A                                    |
| 14 | Almádi út                        | 7  | 7A, 8, 8A Helyközi buszok                       |
| 15 | Mester utca                      | 6  | 8, 8A                                           |
| 16 | Füredi utca                      | 5  | 8, 8A, 22 Helyközi buszok                       |
| 17 | Dugovics Titusz utca             | 4  | 4, 4A, 6                                        |
| 19 | Paál László utca                 | 3  | 6                                               |
| 20 | Egry József utca                 | 2  | 6                                               |
| 20 | Billege utca                     | 1  | 6                                               |
| 22 | Stadion utca 28.                 | 0  | 6                                               |
| 23 | Vámosi úti forduló végállomás    | 0  | 4, 4A, 6                                        |